# Günter Jaschke
Günter Jaschke (* 21. März 1921 in Breslau; † 23. August 1985 in Soest) war ein deutscher Gewerkschafter und Politiker (SPD). Er war unter anderem Bürgermeister in Soest und Mitglied im Deutschen Bundestag.

## Leben
Nach dem Besuch der Volks- und Abendschule absolvierte Jaschke von 1935 bis 1938 eine Verwaltungslehre bei der Stadtverwaltung von Wünschelburg und arbeitete seit 1939 als Verwaltungsangestellter beim Arbeitsamt Glatz. Er leistete 1940/41 Reichsarbeitsdienst, nahm in den Jahren 1941 bis 1945 als Soldat am Zweiten Weltkrieg teil und wurde während des Kriegs schwerbeschädigt.
Jaschke siedelte nach dem Kriegsende als Heimatvertriebener nach Westdeutschland über und ließ sich in Soest nieder. Dort nahm er im Jahr 1946 erneut eine Tätigkeit als Verwaltungsangestellter auf, legte 1950 die zweite Verwaltungsprüfung ab und wurde 1964 Verwaltungsinspektor beim Arbeitsamt Soest. Daneben absolvierte er 1957/58 ein Stipendiat an der Akademie der Arbeit der Universität Frankfurt am Main. Außerdem war er seit 1947 Mitglied des Verbands der Kriegsbeschädigten, Kriegshinterbliebenen und Sozialrentner.

### Gewerkschaft
Jaschke war seit 1946 gewerkschaftlich organisiert und schloss sich 1949 der DAG sowie der ÖTV an. Er war von 1952 bis 1960 Kreisvorstandsmitglied der ÖTV und von 1958 bis 1960 Ortsvorsitzender der Gewerkschaft in Soest. 1955 wurde er Vorsitzender des Personalrats des Arbeitsamts Soest und Mitglied des Bezirkspersonalrats des Landesarbeitsamts Nordrhein-Westfalen.

### Partei
Jaschke beantragte am 30. März 1939 die Aufnahme in die NSDAP und wurde zum 1. September desselben Jahres aufgenommen (Mitgliedsnummer 7.207.074). Er schloss sich dann 1947 der SPD an und war seit 1957 SPD-Ortsvorsitzender in Soest. 

### Mandate
Er war seit 1956 Ratsmitglied der Stadt Soest und dort zeitweise Vorsitzender der SPD-Fraktion. Im Jahr 1961 wurde er in den Kreistag des Kreises Soest gewählt. Dem Deutschen Bundestag gehörte er von 1965 bis Ende 1976 an. Jaschke kandidierte im Bundestagswahlkreis Arnsberg-Soest, unterlag aber stets dem jeweiligen Kandidaten der CDU. Er zog daher immer über die Landesliste der SPD Nordrhein-Westfalen ins Parlament ein. Er spielte im Parlament kaum eine Rolle. Von Teilen der Parteibasis wurde er 1971 kritisiert, dass er zu wenig im Wahlkreis präsent wäre. Zu einem offenen Konflikt kam es, als er seine regelmäßige Spende an die Kreisverband Arnsberg an die Bedingung einer erneuten Nominierung knüpfte. Auch der Appell des damaligen Unterbezirksvorsitzenden Franz Müntefering konnte Jaschke zunächst nicht umstimmen. Nach einer Krisensitzung lenkte er ein.
1960/61 amtierte Jaschke als Bürgermeister der Stadt Soest und anschließend bis 1964 als stellvertretender Bürgermeister.